# Плетнёв, Владимир Алексеевич
Владимир Алексеевич Плетнёв (1837—1915) — русский археолог, краевед; учредитель и член Тверской учёной архивной комиссии. Действительный статский советник.

## Биография
Родился в 1837 году в Твери в семье чиновника.
Окончил Тверскую мужскую гимназию и с 13 октября 1855 года служил в канцелярии Тверской губернии. В 1874 году получил потомственное дворянство.
С 1874 года был действительным членом Тверского губернского статистического комитета и одним из основателей Тверской губернской учёной архивной комиссии, членом которой был с момента её основания в 1884 году. В 1900 году стал товарищем председателя Совета Тверского музея
Был также членом Тверского епархиального историко-археологического комитета, членом Тверского общества любителей истории, археологии и естествознания.
В 1870—1872 гг. участвовал в создании Русского исторического и художественного музея при Всероссийской мануфактурной выставке и был награждён большой серебряной медалью.
Был произведён 30 августа 1890 года в действительные статские советники; награждён орденами: Св. Анны 2-й ст. (1869), Св. Владимира 3-й ст. (1880), Св. Станислава 1-й ст. (1899), Св. Анны 1-й ст. (1904).
Умер в Твери в 1915 году.
В числе его публикаций:
- О фамильном архиве тверских дворян Милюковых: Чит. в заседании Твер. учен. архив. комис. 9 февр. 1899 г. : [Прил. к Журн. заседания Твер. учен. архив. комис.] / [Соч.] Вл. А. Плетнева. — Тверь: Архив. комис., 1889. — 41 с., 2 л. табл.
- Об остатках древности и старины в Тверской губернии: К археол. карте губ. — Тверь: Твер. учен. архив. комис., 1903.  [2], XLIV, 34, 519 с., 1 л. карт.